# Servicio de Información y Noticias Científicas

"Ciencia contada en español"

El Servicio de Información y Noticias Científicas (SINC) es un medio de comunicación público español de noticias relacionadas con la ciencia, tecnología e innovación. Creado en 2008, está adscrito a la Fundación Española para la Ciencia y la Tecnología (FECYT).
SINC cuenta con un equipo de periodistas especializados en ciencia, tecnología e innovación para producir noticias, reportajes, entrevistas y materiales audiovisuales (vídeos, fotografías, ilustraciones e infografías). 
Todos los contenidos producidos por SINC tienen licencia Creative Commons BY 4.0.
La redacción ha ganado numerosos premios individuales y colectivos. En 2023 recibió el II Premio CSIC - Fundación BBVA de Comunicación Científica en la categoría de periodismo; en 2015, el Premio Concha García Campoy, en su primera edición, en la categoría de prensa digital. En 2014 el Premio Prismas Casa de las Ciencias a la mejor web de divulgación científica. 